# Marshallův plán

Mapa ukazuje země, které přijaly Marshallův plán (zeleně). Modré sloupce ukazují relativní míru celkové obdržené pomoci.

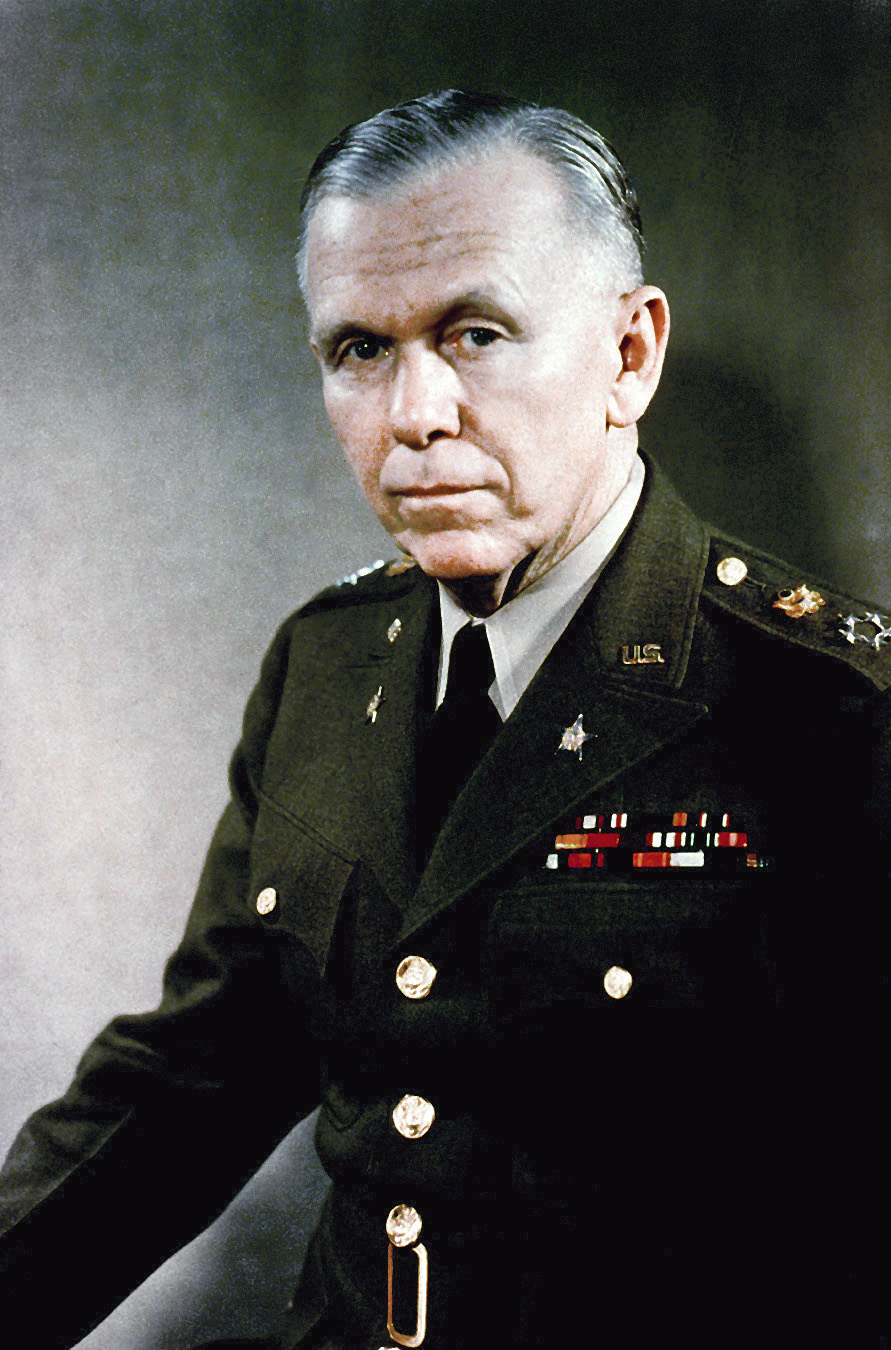
Generál G. C. Marshall

Marshallův plán, oficiálně Plán evropské obnovy (angl. European Recovery Program), byl přijat Kongresem USA 3. dubna 1948 s cílem organizovaně zabezpečit americkou pomoc poválečné Evropě. Protože SSSR a země východního bloku nabídku odmítly, byl plán omezen na západní Evropu. Konkurenčním plánem byl Morgenthauův plán, který místo hospodářské pomoci požadoval absolutní demilitarizaci a zničení německého průmyslu, avšak po smrti Franklina D. Roosevelta ho nový prezident USA Harry S. Truman odmítl.
Plán poprvé vyhlásil jeho iniciátor a tvůrce, ministr zahraničí USA George Catlett Marshall 5. června 1947 v projevu na Harvardově univerzitě. V letech 1948–1952 poskytly Spojené státy v rámci tohoto plánu západní Evropě pomoc ve výši přibližně 13 miliard dolarů (zhruba 240 miliard USD v cenách roku 2024). Marshallův plán přispěl k hospodářské rekonstrukci západní Evropy, pomohl obnovit průmysl i zemědělství a oživit mezinárodní obchod. USA si touto hospodářskou pomocí zabezpečily vliv a prestiž v Evropě, a to jak ekonomicky, tak i vojensky. Evropa však byla rozdělena na Západ a Východ, který podléhal moci SSSR a který začal postupem let ekonomicky zaostávat. Generál Marshall byl v roce 1953 za svoji celoživotní práci oceněn Nobelovou cenou za mír.

## Situace v Evropě a vznik plánu
Na konci druhé světové války byla velká část Evropy zpustošena. Trvalé letecké bombardování během války velmi těžce zasáhlo a poškodilo většinu velkých měst a průmyslové oblasti byly obzvlášť tvrdě zasaženy. Obchodní toky ve všech regionech byly hluboce narušeny a milióny lidí byly v uprchlických táborech, které zřídila Správa Spojených národů pro pomoc a obnovu a další organizace. V poválečné Evropě byl závažný nedostatek potravin, a to zejména za tuhé zimy na přelomu let 1946–1947, kterou pocítila především severní Evropa. Od července 1945 do června 1946 bylo ze Spojených států dodáno 16,5 milionů tun potravin do Evropy a Japonska, a to především pšenice. To činilo jednu šestinu americké produkce potravin, ve výživových hodnotách to bylo 35 bilionů kalorií, což poskytlo 400 kalorií denně na osobu po dobu jednoho roku až pro 300 milionů lidí.
Zvlášť poškozena byla i dopravní infrastruktura jako železnice, mosty a doky, které byly častým terčem náletů a mimo to bylo potopeno mnoho obchodních lodí. I když většina malých měst a vesnic neutrpěla velká poškození, zničení dopravy způsobilo hospodářskou izolaci těchto oblastí. Nebylo v silách evropských států tyto problémy snadno napravit, neboť většina národů, která se účastnila války, byla ekonomicky i materiálně vyčerpána.
Jediné státy, jejichž infrastruktura nebyla významně poškozena ve druhé světové válce, byly Spojené státy a Kanada. Prosperovaly mnohem více než před válkou, ale vývoz byl v jejich ekonomických plánech jen malým faktorem. Značná část pomoci Marshallova plánu měla být použita Evropany na nákup zboží a surovin vyrobených ve Spojených státech a Kanadě.
Nedlouho poté, co Marshall nastoupil na ministerstvo zahraničí, musel řešit řadu zahraničněpolitických a vojenských problémů. Na únorové schůzce s Trumanem, Achesonem a senátorem Vandenbergem museli jednat o situaci v Turecku a zejména v Řecku. Během jednání došlo ke shodě demokratů i republikánů v otázce podpory zmiňovaných zemí. Na jejich podporu byla v rámci Trumanovy doktríny vyčleněna částka 400 milionů dolarů.
Marshall upíral stále více pozornosti k hospodářské situaci válkou zničené Evropy, kde byly desítky milionů lidí bez práce a nálety zničená města. Uvědomoval si, že není možné stále posílat do Evropy peníze, aniž by existovala nějaká širší koncepce pomoci. Částka zaslaná Řecku a Turecku byla pouze výrazem akutní potřeby. Pokud by se však situace nelepšila, hrozilo nebezpečí šíření komunismu do západní Evropy. Nebezpečná situace byla nejen ve Francii a Itálii, kde byli komunisté dokonce ve vládě, ale nejistý byl také vývoj v Německu, přes jehož území se táhla demarkační linie mezi Stalinovým SSSR a Spojenci.
Toto všechno si Marshall uvědomoval. Hospodářská situace v Evropě byla zoufalá. Organizace spojených národů neměla zdroje k řešení následků. Zdroje v rámci UNRRA byly nedostačující a zahrnovaly pouze potraviny a léky pro ty nejzoufalejší situace.
Zvolení generála Marshalla ministrem zahraničí (1947–1949) a jeho renomé mu umožňovalo významně ovlivňovat Kongres. Než však mohl svého vlivu na Kongres využít, musel připravit plán na pomoc zničené Evropě. Důležitou roli měl sehrát Politický plánovací štáb Ministerstva zahraničních věcí USA. Do jeho čela byl postaven bývalý vyslanec v Moskvě George Kennan.

## Jednání o návrhu
Když byl plán hotov, bylo třeba jej patřičně prezentovat. Optimální příležitost se naskytla 5. června 1947, kdy měl Marshall převzít čestný doktorát na Harvardově univerzitě. Při této příležitosti pak přednesl svůj slavný projev. Ten nebyl podle Marshalla namířen „...proti žádné zemi ani doktríně, ale pouze proti hladu, chudobě, zoufalství a chaosu.“ Jeho cílem pak mělo být „...obnovení fungující světové ekonomiky, která umožní vznik politických a sociálních podmínek, v nichž mohou existovat svobodné instituce.“
Na tento projev zareagoval Marshallův britský protějšek Ernest Bevin, který okamžitě kontaktoval Francouze a Sověty a nabídl společné setkání v Paříži, kde by se mělo o amerických návrzích jednat. Jednání v Paříži začala 23. června 1947. Stalin vypozoroval souvislost s Marshallovým plánem a Trumanovou doktrínou. Sovětská strana proto sice Marshallův návrh nepřijímala, přesto vyslala početnou delegaci v čele s Molotovem, která ovšem po týdnu konferenci opustila. Pozdější Molotovovy výroky již tehdy naznačovaly budoucí konfrontaci se Západem. Spojené státy označil jako „fašistickou“ sílu a „centrum celosvětového reakčního hnutí a protisovětské činnosti“. Zároveň prohlásil všechny státy spolupracující s USA za nepřátele. Sověti pak také obvinili Spojené státy z manipulace voleb v Belgii, Francii a Itálii na jaře roku 1947, kde komunisté ztratili mnoho hlasů. Tvrdil, že „marshallizaci“ musí být zabráněno jakýmkoliv způsobem a že francouzské a italské komunistické strany by měly vyvinout maximální úsilí a sabotovat realizaci plánu. Kromě toho, západní velvyslanectví v Moskvě byla izolována přičemž jejich pracovníkům byl odpírán kontakt se sovětskými úředníky.
Protože Marshall vyžadoval, aby iniciativa vyšla z Evropy, sešli se evropští zástupci 12. července 1947 na tzv. 2. konferenci v Paříži. Zde se setkali zástupci 17 států včetně Německa, které zde jednalo v sestavě zástupců jednotlivých okupačních zón. Výjimkou bylo Španělsko, které za Druhé světové války bylo neutrální a sympatizovalo s mocnostmi Osy a malé státy jako Andorra, San Marino, Monako a Lichtenštejnsko, které přizvány nebyly. Každý stát zde měl vypočítat své individuální výdaje, které by od Spojených států potřeboval. Po složitých jednáních, když každý stát své skutečné potřeby nadsadil, byla stanovena částka 19 miliard dolarů.

## Jednání v kongresu
Nyní záleželo vše na tom, zda se Marshallovi podaří přimět kongres k takovým výdajům. Zejména se dal očekávat tvrdý střet s konzervativním republikánským křídlem. To jako tradičně prosazovalo omezení výdajů, snížení daní a vyrovnaný rozpočet. Marshall se proto snažil kongresmany přesvědčit, že plán pomůže i americkým výrobcům.
Plán pomoci předložil Marshall kongresu v lednu 1948. Ve svém vystoupení pak mimo jiné prohlásil: „Tento plán bude stát naši zemi miliardy dolarů. Zatíží amerického daňového poplatníka. Vyžádá si oběti dnes, abychom se mohli zítra těšit z bezpečnosti a míru.“ Jednání byla velmi tvrdá a plán nakonec stvrdil svým podpisem prezident Truman. Plán hospodářské obnovy Evropy (European Recovery Program, E. R. P.), běžně známý jako Marshallův plán, dostal zelenou.
Americký prezident Harry S. Truman podepsal dne 3. dubna 1948 zákon o poválečné zahraniční pomoci, jehož součástí byl i Marshallův plán ve výši 13 miliard dolarů. Podmínkou přijetí pomoci bylo zveřejnění státních rozpočtů a škod způsobených válkou, což ale SSSR jednoznačně odmítl. Důvodem odmítnutí ze strany SSSR byla i skutečnost, že většinový podíl Marshallova plánu spočíval v dodávkách materiální pomoci a potravin z USA, zatímco jen menší část byla ve finančních půjčkách.

## Realizace
Realizací Marshallova plánu byla pověřena nově vzniklá organizace Organizace pro hospodářskou spolupráci a rozvoj (OEEC). Americký dozor nad dodržováním plánu měl Úřad pro hospodářskou spolupráci (Economic Cooperation Administration, E. C. A.). V každé evropské zemi podílející se na Marshallově plánu pak byla otevřena mise E. C. A.
V Československu se nejprve k Marshallově plánu stavěli pozitivně nejen Edvard Beneš, ale i Klement Gottwald a další vysocí představitelé státu, takže ho dne 7. července 1947 oficiálně přivítali a byl začleněn do hospodářských rozvojových plánů. Už dva dny nato odjela československá delegace v čele s Gottwaldem do Moskvy, kde jim však Stalin dal ultimátum, že musí do 10. července 1947 do 16 hodin od smlouvy odstoupit. Ministr zahraničí Jan Masaryk to po návratu z Moskvy na starém Ruzyňském letišti komentoval slovy, že „odjížděl jako československý ministr a vrátil se jako Stalinův pohůnek“. Tím padla i idea Beneše, že se Československo stane mostem mezi Západem a Východem. Mezi hlavní motivaci Stalina ohledně nepřijetí Marshallova plánu Československem, byly ložiska uranu, o které měl enormní zájem. V únoru 1948 došlo v Československu ke komunistickém převratu a tím i k naprosté podřízenosti Sovětskému svazu.
Dne 17. března 1948 byla na základě přijetí Marshallova plánu ustanovena Západní unie (Bruselský pakt), což byl předchůdce NATO (roku 1949) a Evropské společenství uhlí a oceli (založeno 1951, šlo o předchůdce současné Evropské unie), jejíž signatáři se zavázali k vzájemné vojenské pomoci v případě ohrožení některého z nich. Sovětský diktátor Stalin se pokusil situaci Spojencům zkomplikovat a tak dne 24. června 1948 nechal uzavřít všechny přístupové komunikace k Západnímu Berlínu. Spojenci zahájili grandiózní letecký most: na západoberlínském letišti Tempelhof přistávala po celý den v několikaminutových intervalech letadla se vším, co Berlín potřeboval. Spojenci tentokrát podporovali svého nepřítele z války a tento akt se stal jedním z pilířů pozdější spolupráce. Přestože Stalinovi plán nevyšel, zrušil operaci až po jedenácti měsících v květnu 1949.
V tomtéž měsíci vznikla ze západních sektorů okupovaného Německa Spolková republika Německo, která také vstoupila do OEEC. Při této příležitosti se poprvé od války setkali němečtí a francouzští představitelé. Na Francouze velmi zapůsobil projev německého delegáta, pronesený ve francouzštině. Zde pak byl položen první kámen k další spolupráci obou po dlouhá desetiletí znesvářených národů.
Marshallův plán se po Trumanově podpisu rozeběhl. Američané vyslali několik svých odborníků do Evropy, aby zjistili tamní situaci. Ti byli někdy až šokováni situací v evropských podnicích. Evropské podniky byly po válce v troskách, špatné byly podmínky i vztahy mezi zaměstnavateli a zaměstnanci. O tom všem referovali v USA. Plán se díval spíše do budoucnosti a nesoustředil se na škody způsobené válkou. Mnohem důležitější bylo úsilí o modernizaci evropských průmyslových a obchodních praktik za použití účinných amerických modelů, což odstranilo umělé překážky globálního obchodu a také pomohlo vštěpovat pocit naděje a sebedůvěry. Roku 1952, po ukončení financování, ekonomika každého účastnického státu předčila úroveň předválečnou a všichni příjemci Marshallova plánu měli v roce 1951 alespoň o 35 % vyšší produktivitu než v roce 1938. Během příštích dvou desetiletí těžila západní Evropa z bezprecedentního růstu a prosperity, ale ekonomové si dodnes nejsou jisti, jaký podíl byl způsoben přímo Marshallovým plánem a jestli by se to nestalo i bez něj.[zdroj?] V každém případě byl plán stimulantem celkové ekonomické i politické rekonstrukce západní Evropy a rozhodujícím způsobem přispěl k obnovení dopravního systému, modernizaci průmyslové a zemědělské techniky, obnovení normální produkce, zvyšování produktivity a také usnadnil interkontinentální obchod.

## Zhodnocení a kritika
Ne vše probíhalo bez problémů. Komunisté v západních zemích se snažili neustále a všemi způsoby americkou pomoc narušovat. Od klasických demonstrací až po blokování vykládky amerického materiálu v evropských přístavech. Přesto po dvou letech americké pomoci začalo ozdravování evropského průmyslu, což omezovalo další vliv odpůrců. Situace v západní Evropě se stabilizovala a byly již vidět první výsledky. Od severu k jihu se daly spatřit konzervárny ryb, nově vybudované přístavy, zlepšení situace na venkově – vše díky novým strojům a technologiím. Místo koní se již běžně objevovaly traktory. Na zaostalejším rakouském venkově konečně došlo k elektrifikaci. Každý stát tak podle svých plánů a potřeb čerpal finanční prostředky z fondů Marshallova plánu. Většinou byly využity na nákup strojů od amerických firem a jen málokdy se čerpaly přímo peníze. Velká část finančních prostředků tak vlastně Spojené státy nikdy neopustila.
Marshallův plán měl i četné kritiky. Neoliberálové jako Ludwig von Mises či Henry Hazlitt zdůrazňovali, že obnovu hospodářství může udělat jen uvolnění trhů, nikoli finanční podpory. Z tohoto hlediska bylo pro hospodářský úspěch evropské obnovy významnější uvolnění regulací německého ministra financí Ludwiga Erharda než Marshallův plán. Podobně se vyjadřoval i president Fedu Alan Greenspan. Levicoví kritikové pokládali Marshallův plán za nástroj amerického imperialismu a snah o ovládnutí evropských trhů, kdežto Noam Chomsky jej považoval za předvoj nadnárodních korporací.
Projekt Marshallova plánu skončil po čtyřech letech. Sám Marshall se s agendou rozloučil brzy po vzniku plánu. Postupně jej opouštěli i další průkopníci – Averell Harriman či A. C. Hoffman. Ten při odchodu řekl: „Od roku 1947 jsme ukázali komunistům a jiným cynikům, že za prvé společně můžeme úspěšně nastartovat hospodářskou obnovu západní Evropy a za druhé že společně můžeme položit základy bezpečnosti proti útoku na naše atlantické společenství.“
Význam Marshallova plánu byl obrovský. Pomohl nastartovat hospodářství v západoevropských zemích. Celkově stál americké daňové poplatníky přes 12 miliard dolarů (zhruba 190 miliard dolarů v propočtu na hodnotu dolaru v roce 2017). Hospodářský růst šel ruku v ruce s politickou stabilitou. Tím, že se situace občanů zlepšila, byl oslaben vliv komunistů. Stalinovy plány tak nakonec ztroskotaly. Ačkoli Marshall připravoval plán obnovy pro všechny, kteří o to budou stát, přispěl jeho plán nechtěně také k rozdělení Evropy a ke studené válce.
Marshallův plán měl samozřejmě pozitivní dopad i na americké obchodníky, kteří svým zbožím zaplavili evropský trh. Marshall již od počátku kladl důraz na to, aby iniciativa přišla z Evropy. Tím donutil evropské země ke vzájemnému dialogu a spolupráci. To nebylo nic jednoduchého, neboť se jednalo o národy ještě před čtyřmi, pěti lety nepřátelské. Přesto se mu to povedlo.
Marshallův plán se tak stal vlastně „duchovním otcem“ dalších mezinárodních organizací. Z OEEC se později stalo OECD a i další organizace se staly „dětmi“ Marshallova plánu. Ať už to bylo Evropské společenství uhlí a oceli, či EHS. Nešlo však jen o hospodářské organizace. Marshallův plán přinesl i schopnost jednotlivých států zasednout za jeden stůl a rokovat o společné obraně. Jedním z mnoha „dětí“ Marshallova plánu se tak vlastně stalo i NATO.

## Rozdělení pomoci
| Země                 | Celkem  | Granty  | Půjčky |
| -------------------- | ------- | ------- | ------ |
| Rakousko             | 677,8   | 677,8   | /      |
| Belgie a Lucembursko | 559,3   | 491,3   | 68,0   |
| Dánsko               | 273,0   | 239,7   | 33,3   |
| Francie              | 2713,6  | 2488,0  | 255,6  |
| Německo              | 1390,6  | 1173,7  | 216,9  |
| Řecko                | 706,7   | 706,7   | /      |
| Island               | 29,3    | 24,0    | 5,3    |
| Irsko                | 147,5   | 19,3    | 128,2  |
| Itálie               | 1208,8  | 1113,2  | 95,6   |
| Nizozemsko           | 1083,5  | 916,8   | 166,7  |
| Norsko               | 255,3   | 216,1   | 39,2   |
| Portugalsko          | 51,2    | 15,1    | 36,1   |
| Švédsko              | 107,3   | 86,9    | 20,4   |
| Turecko              | 225,1   | 140,1   | 85,0   |
| Spojené království   | 3189,8  | 2895,0  | 384,8  |
| Regionální (EPU)     | 407,0   | 407,0   | /      |
| Celkem               | 13325,8 | 11820,7 | 1505,1 |